# Whitefin
Whitefin è un super yacht a vela di 92 piedi (28m).
| Bandiera         | Malta                          |
| Port of registry | Valletta                       |
| Home port        | Marina di Pisa                 |
| Tipo             | Sloop 7/8                      |
| Classe           | Spirit of Tradition            |
| Cantiere         | Renaissance Yachts, Maine, USA |
| Progettista      | Bruce King                     |
| Interni          | Joseph Artese Design           |
| Carena           | Cedro dell'Oregon              |
| Lunghezza        | 28 m                           |
| Larghezza        | 6,3 m                          |
| Pescaggio        | 3,5 m                          |
| Albero           | 44 m                           |
| Ospiti           | 8 + 2                          |
| Equipaggio       | 4 to 5                         |
| Armatore         | Joy Charter Srl                |
| Sito ufficiale   | www.whitefin.it                |

La barca è stata costruita nel Maine (USA) dal cantiere Renaissance Yachts, su disegno del progettista americano Bruce King. Gli interni sono stati curati dallo studio Joseph Artese Design e constano di 4 cabine ospiti e 2 cabine equipaggio. In particolare l'arredo del salone comprende un piano e un camino a legna.
Whitefin è stata concepita per prendere parte alle competizioni di interesse internazionale, distinguendosi nella classe "Spirit of Tradition" nelle regate maxi yacht. Il suo nome è legato ai seguenti trofei: Maxi Yacht Rolex Cup 2002 (II classificata); Vele d'Epoca di Imperia Trofeo Prada 2002 (I classificata); Maxi Yacht Rolex Cup 2003 (I classificata); Vele d'Epoca di Imperia Trofeo Prada 2004 (I classificata); Maxi Yacht Rolex Cup 2005 (II classificata); Vele d'Epoca di Imperia Trofeo Panerai 2006 (III classificata).
Nel 2014 Whitefin è passata alla nuova proprietà, e nel corso del 2014-2015 è stata sottoposta a un meticoloso refit, presso Marina di Pisa.
Attualmente Whitefin naviga in charter nel Mar Mediterraneo. Inoltre, lo yacht è tornato a competere nel Trofeo Panerai (Regates Royales Cannes 2015) e si è classificato primo alla TAG Heur Cup 2016 a Santa Margherita Ligure.